# هيئة التوجيه السياسي والوطني (فلسطين)
هيئة التوجيه السياسي والوطني الفلسطينية وتعرف أيضًا باسم هيئة التفويض السياسي الفلسطينية، وهي هيئة رسمية في دولة فلسطين، ذات شخصية اعتبارية قانونية، تتولى مهام التعبئة الوطنية في دولة فلسطين.

## النشأة
تأسست هيئة التوجيه السياسي والوطني الفلسطينية في لبنان في بداية السبعينيات من القرن العشرين ضمن قوات الثورة الفلسطينية هناك، وفي عام 1994 أعيد تشكيل الهيئة في الأراضي الفلسطينية عقب إقامة السلطة الوطنية الفلسطينية.

## المهام
أحد أبرز المهام الأساسية لهيئة التوجيه السياسي والوطني الفلسطينية هي التعبئة الوطنية في دولة فلسطين.

## الرؤساء
- مازن عز الدين
- عدنان الضميري، منذ 2009 وحتى 6 يناير 2021.[3]
- طلال دويكات، منذ 6 يناير 2021 وحتى نوفمبر 2024.[4]
- أنور رجب محمود خليل، منذ نوفمبر 2024 وحتى 1 أبريل 2025. (قائم بالأعمال)
- أنور رجب محمود خليل، منذ 1 أبريل 2025.[5]

## أبرز إصداراتها
- مجلة الأشبال والزهرات.

## وصلات خارجية
- الموقع الإلكتروني الرسمي لهيئة التوجيه السياسي والوطني الفلسطينية.